# کمینگاه شیطان
کمینگاه شیطان فیلمی به کارگردانی  و نویسندگی نظام فاطمی محصول سال ۱۳۴۳ است.
این فیلم در زمرهٔ آثار نایاب و یا کم‌یاب سینمای ایران قرار دارد و اطلاعات موجود دربارهٔ آن محدود است.

## بازیگران
- ویکتوریا
- سعید کامیار
- دلیله نمازی
- اکبر هاشمی
- جلال پیشواییان
- محسن آراسته
- عزت اله مقبلی
- عزیزه
- سوسن مهاجر
- نیسان یوحنا
- یدالله محمدی‌نژاد
- نصرت اله فاطمی
- نعمت اله پیشواییان
- سیما